# 샤를 필리퐁
샤스 필리퐁(Charles Philipon, 1800년 4월 19일 ~ 1861년 1월 25일)은 프랑스의 예술가이다. 19세기 초 신문 지면에 풍자만화를 그려, 현대 신문·잡지에서 풍자만화에 정기적인 지면을 할애하도록 만든 자유언론가이다. 판화가로도 활동했다.

## 같이 보기
- 출판의 자유
- 7월 왕정